# Saint-Didier-sur-Rochefort
Saint-Didier-sur-Rochefort è un comune delegato e frazione del comune di La Côte-Saint-Didier, situato nel dipartimento della Loira della regione dell'Alvernia-Rodano-Alpi. In precedenza comune autonomo, il 1º gennaio 2025 è confluito insieme all'ex comune di La Côte-en-Couzan nel nuovo comune di La Côte-Saint-Didier.
Saint-Didier-sur-Rochefort ha dato i natali a Claude-Jean Allouez, gesuita francese e missionario in Canada nel XVII secolo.

## Società

### Evoluzione demografica
Abitanti censiti